# 本渡郵便局
本渡郵便局（ほんどゆうびんきょく）は熊本県天草市にある郵便局。民営化前の分類では集配普通郵便局であった。

## 概要
住所：〒863-8799 熊本県天草市東浜町1-19

## 沿革
- 1872年8月4日（明治5年7月1日） - 天草町山口（あまくさまちやまぐち）郵便取扱所郵便取扱所として開設[1]。
- 1875年（明治8年）1月1日 - 天草町山口郵便局（五等）となる。同年、町山口郵便局に改称。
- 1876年（明治9年）4月1日 - 為替取扱を開始。
- 1879年（明治12年）9月14日 - 貯金取扱を開始。
- 1894年（明治27年）3月28日 - 町山口郵便電信局となる。
- 1903年（明治36年）4月1日 - 通信官署官制の施行に伴い町山口郵便局となる。
- 1912年（大正元年）8月1日 - 本渡郵便局に改称。
- 1919年（大正8年）
  - 6月21日 - 電話通話事務を開始[2]。
  - 12月11日 - 電話交換業務を開始[3]。
- 1958年（昭和33年）8月20日 - 風景入通信日付印の使用を開始[4]。
- 1959年（昭和34年）9月20日 - 電話通話および和文電報受付事務の取扱を開始。
- 1968年（昭和43年）12月1日 - 本渡市本渡町上町から同市東浜町に移転。
- 1990年（平成2年）5月16日 - 本渡太田簡易郵便局の廃止に伴い、取扱事務を承継。
- 1992年（平成4年）8月3日 - 外国通貨の両替および旅行小切手の売買に関する業務取扱を開始。
- 2007年（平成19年）10月1日 - 民営化に伴い、併設された郵便事業本渡支店に一部業務を移管。
- 2012年（平成24年）10月1日 - 日本郵便株式会社発足に伴い、郵便事業本渡支店を本渡郵便局に統合。

## 取扱内容
- 郵便、印紙、ゆうパック、内容証明
- 貯金、為替、振替、振込、国際送金、国債、投資信託
- 生命保険、バイク自賠責保険、自動車保険
- 天草市内の一部地域の集配業務
- ゆうゆう窓口
- ゆうちょ銀行ATM

## 周辺
- 天草市役所
- 天草警察署
- 天草第一病院
- 町山口川・小松原川

## アクセス
- 産交バス 大浜停留所もしくは天草市役所前停留所下車
- 天草空港から南東へ約6km
- 国道324号沿い
- 駐車場あり：9台